# Peter Ibbetson (opera)
Peter Ibbetson is een opera in drie bedrijven van de Amerikaanse componist Deems Taylor. Deze schreef ook het libretto in samenwerking met de Engelse actrice Constance Collier. Het werk is gebaseerd op de gelijknamig roman van George du Maurier. De opera was besteld door de Metropolitan Opera in New York, en beleefde daar de wereldpremière op 7 februari 1933 o.l.v. de Italiaanse dirigent Tullio Serafin. Het werk kende slechts 16 opvoeringen.

## Inhoud

### Eerste bedrijf
Een feestje op een Engels landhuis in 1855. Kolonel Ibbetson, een notoir slecht dichter en voor bijna iedereen een ouwe zeur, verrast de aanwezigen door een uitstekend Frans gedicht voor te lezen, en doet de indruk wekken dat hij het zelf geschreven heeft. Zijn neef, Peter, vernedert hem echter door te onthullen dat het eigenlijk een gedicht van Alfred de Musset was. Zijn oom is woedend. Peter bekent aan mevrouw Deane, die door de kolonel lastiggevallen wordt met ongewilde avances, dat hij zijn oom haat. Hij herinnert zich zijn kindertijd in Parijs en zijn jeugdliefde, Mimsey Seraskier. Zijn oom onthult later in een brief aan mevrouw Deane dat hij eigenlijk Peters vader is, iets wat Peter nooit vermoed heeft. Dan komt Mimsey, nu Mary, hertogin van Towers binnen, en de twee lijken elkaar te herkennen.

### Tweede bedrijf
Twee jaar later in Parijs. Peter ziet Mary opnieuw in een droom. De twee bezoeken de tuin uit hun jeugd, waar Peter ziet dat de kolonel toegeeft dat hij Peters vader is. Als hij wakker wordt ziet hij Mary echt, en beiden realiseren ze zich wie ze zijn. Ze ontdekken dat ze beiden dezelfde droom hadden. Mary zegt echter dat ze niet vrij is, en verlaat hem, en zegt dat ze elkaar nooit meer zullen zien.

### Derde bedrijf
Kolonel Ibbetsons kamers in Londen. Mevrouw is gekomen om de kolonel te verzoeken haar niet meer lastig te vallen. Peter ziet de brief van de kolonel en confronteert hem hiermee. De twee raken slaags en per ongeluk doodt Peter zijn oom. 
Op de morgen van zijn executie komt mevrouw Deane vertellen dat hij gratie heeft gekregen; Mary heeft het pleit gewonnen. Ze stuurt hem aan boodschap: hij moet gaan slapen, en proberen "waar" te dromen. In zijn dromen bezoekt hij samen met Mary zijn ouderlijk huis; zij vertelt hem dat ze iedere nacht in hun dromen bij elkaar zullen zijn. 
Dertig jaar later bezoekt mevrouw Deane de stervende Peter en vertelt ze hem dat Mary gestorven is. Hij zegt dat hij dat al weet, omdat ze vannacht niet in zijn dromen gekomen is. De geest van Mary verschijnt en voegt zich bij Peter als hij sterft; ze omarmen elkaar innig.